# Походин, Виктор Филиппович
Виктор Филиппович Походин (1928—1985) — советский государственный и партийный деятель. Депутат Верховного Совета УССР 6-го, 8-11-го созывов. Член Президиума Верховной Рады УССР 8-9-го созывов. Член ЦК КПУ в 1976 — 1985 г

## Биография
Русский. Окончил Херсонский сельскохозяйственный институт имени Цюрупы.
Член КПСС с 1953 года.
В 1953 — 1958 г. — зоотехник колхоза имени Октября, главный зоотехник Богоявленской машинно-тракторной станции Сталинской области. В 1958 — 1961 г. — председатель колхоза имени Ильича (село Максимилиановка Марьинского района Сталинской области).
В 1961 — декабре 1962 г. — заместитель, 1-й заместитель председателя исполнительного комитета Донецкого областного совета депутатов трудящихся.
В январе 1963 — декабре 1964 г. — председатель исполнительного комитета Донецкого сельского областного совета депутатов трудящихся.
В декабре 1964 — 1971 г. — секретарь Донецкого областного комитета КП Украины, инспектор ЦК КПУ.
В мае 1971 — сентябре 1985 г. — председатель исполнительного комитета Одесского областного совета депутатов трудящихся.
Награждён орденом Ленина.
Умер в сентябре 1985 году. Похоронен в Киеве на Байковом кладбище.